# Emily Kapnek
Emily Kapnek (* 28. Juli 1969) ist eine US-amerikanische Filmproduzentin und Drehbuchautorin.

## Leben
Emily Kapnek erdachte die US-amerikanische Zeichentrickserie Gingers Welt und wurde für ihre Arbeit an dieser Serie dreimal für den Emmy nominiert. Von 2011 bis 2014 war sie Drehbuchautorin und Produzentin der ABC-Comedyserie Suburgatory.

## Filmografie (Auswahl)
- 2000–2004: Gingers Welt (As Told by Ginger, Fernsehserie)
- 2009: Hung – Um Längen besser (Hung, Fernsehserie)
- 2010–2011: Parks and Recreation (Fernsehserie)
- 2011–2014: Suburgatory (Fernsehserie)
- 2014: Selfie (Fernsehserie)
- 2018–2019: Splitting Up Together (Fernsehserie)